# Vestari-Jökulsá
Vestari-Jökulsá (isl. „zachodnia rzeka lodowcowa”) – rzeka lodowcowa w północnej Islandii, lewy dopływ rzeki Austari-Jökulsá. Wypływa z północnej części lodowca Hofsjökull na wysokości około 880 m n.p.m. Płynie generalnie w kierunku północnym. W środkowym i dolnym biegu płynie w wąwozie. Jedynym ważniejszym dopływem jest prawy dopływ Hofsá. Uchodzi do rzeki Austari-Jökulsá na wysokości około 90 m n.p.m.
Vestari-Jökulsá, podobnie jak Austari-Jökulsá, są popularnymi miejscami do uprawiania raftingu.